# Akotia Tchalla
Didier-Akotia Tchalla (* 1981) ist ein ehemaliger Leichtathlet aus Togo, der sich auf den Dreisprung spezialisiert hat und aktuell Inhaber des Landesrekordes ist.

## Sportliche Laufbahn
Erste Erfahrungen bei internationalen Meisterschaften sammelte Akotia Tchalla vermutlich im Jahr 1998, als er bei den Afrikameisterschaften in Dakar mit einer Weite von 14,60 m den sechsten Platz im Dreisprung belegte. 2002 belegte er bei den Afrikameisterschaften in Radès mit 16,07 m den vierten Platz und im Jahr darauf gelangte er bei den Afrikaspielen in Abuja mit 15,79 m auf Rang sechs. 2005 belegte er bei den erstmals ausgetragenen Islamic Solidarity Games in Mekka mit 15,17 m den achten Platz und im Dezember wurde er bei den Spielen der Frankophonie in Niamey mit 15,53 m Sechster. 2006 klassierte er sich bei den Afrikameisterschaften in Bambous mit 16,06 m auf dem sechsten Platz. Bis 2014 blieb er auf nationaler Ebene in Frankreich aktiv, ehe er seine sportliche Karriere im Alter von 33 Jahren beendete.

## Persönliche Bestzeiten
- Weitsprung: 7,41 m, 24. Mai 2003 in Dakar
- Dreisprung: 16,18 m (+1,3 m/s), 28. Februar 2004 in Gqeberha (Landesrekord)